# Herpetopoma fimbriatum
Herpetopoma fimbriatum is een slakkensoort uit de familie van de Chilodontaidae. De wetenschappelijke naam van de soort is voor het eerst geldig gepubliceerd in 1861 door Pease.